# Dianzishang-Formation
Die Dianzishang-Formation (chinesisch 店子上组) ist der Name einer Gesteinsschicht des Pennsylvanium (Oberkarbon), die 1980 von Zhang Mingfa 张明发 und Kang Peiquan 康沛泉 benannt wurde. Sie befindet sich im Stadtbezirk Bozhou von Zunyi bzw. im Kreis Zhenning in der südwestchinesischen Provinz Guizhou.
Die Biostratigraphie von Conodonten des Dianzishang-Profils (Dianzisheng section) in Zhenning, Guizhou, Südchina vom unteren Viséum bis zum obersten Moscovium (Karbon) weist elf Conodonten-Zonen auf (in aufsteigender Reihenfolge): Gnathodus praebilineatus, Gnathodus bilineatus, Lochriea ziegleri, Declinognathodus noduliferus, Neognathodus symmetricus, ‘Streptognathodus’ expansus (primitive Form), ‘Streptognathodus’ expansus,
Mesogondolella donbassica – Mesogondolella clarki, Idiognathodus podolskensis, Swadelina-Fauna und Idiognathodus swadei Zonen.